# Famagusta
Famagusta (græsk: Αμμόχωστος Ammóchostos; tyrkisk: Mağusa eller Gazimağusa) er en havneby på Cypern, beliggende på øens østlige kyst. Siden 1974 har Famagusta, sammen med 37% af Cyperns territorium, været kontrolleret af tyrkisk militær og regeres som del af Nordcypern. 
Byen har historisk været Cyperns vigtigste havneby, og er havneby for den nærliggende Mesaoria-slette. Under korstogene blev øen erobret af korsfarere, der oprettede det katolske kongerige Cypern. Famagustas største moske stammer fra denne periode og var oprindeligt en katolsk domkirke viet til Sankt Nikolaj. Byen blev i 1372 underlagt Republikken Genoa og i 1489 Republikken Venedig, som indtog hele øen og befæstede byen. Famagustas gamle bydel er følgelig omgivet af en venetiansk fæstningsmur. 
Osmannerriget invaderede Cypern omkring 1570, og efter en belejring faldt byen til osmannerne i 1571. Byen forblev under osmannisk kontrol indtil 1870'erne, hvor Cypern kom under britisk militær kontrol. Øen blev først formelt britisk koloni i forbindelse med udbruddet af 1. Verdenskrig.
Efter Cyperns selvstændighed i 1960 blev Famagusta øens ledende turistby og Republikken Cyperns vigtigste havneby. Et stort turistdistrikt, Varosha blev opført syd for den gamle bydel, og i perioden før 1974 gik mere end 40% af Cyperns import og eksport via Famagusta, ligesom byen havde ca. halvdelen af øens turisthoteller.
Området blev besat af tyrkiske tropper under Cypern-krigen i 1974, hvor byens græske befolkning flygtede eller blev fordrevet. Famagusta beboes i dag af tyrkiske cyprioter, mens det tidligere feriedistrikt Varosha har henligget ubeboet i et tyrkisk militærområde siden 1974.
Før krigen i 1974 var Cypern administrativt delt i 6 distrikter. Famagusta var hjemsted for Famagusta-distriktet, som i 1974 blev næsten fuldstændig besat af tyrkiske tropper. Den sydøstligste del af distriktet omfattende Kap Greco og byen Ayia Napa forblev under græsk-cypriotisk kontrol, og Ayia Napa siden da været hjemsted for en græsk-cypriotisk distriktsadministration i eksil. Nordcypern har tilsvarende en disktriktsadministration i Famagusta by.
Siden krigen i 1974 er Ayia Napa og Protaras blevet udviklet til vigtige turistområder til afløser for Varosha.